# Irania gutturalis
Irania gutturalis là một loài chim trong họ Muscicapidae.

## Hình ảnh
- Video of foraging male in Saudi Arabia, 1993

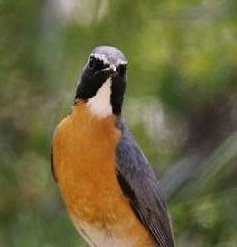
Male, showing white throat and rufous breast
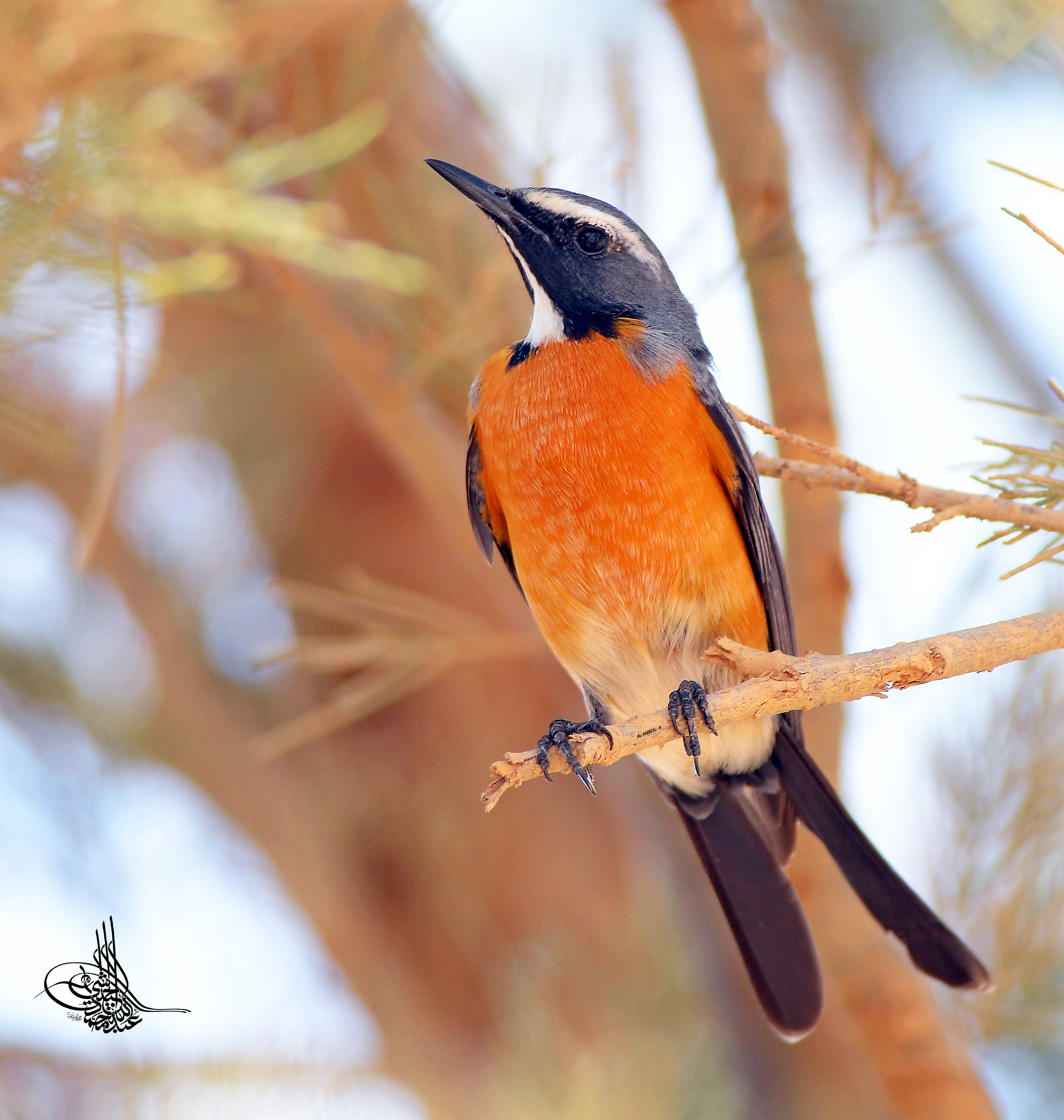
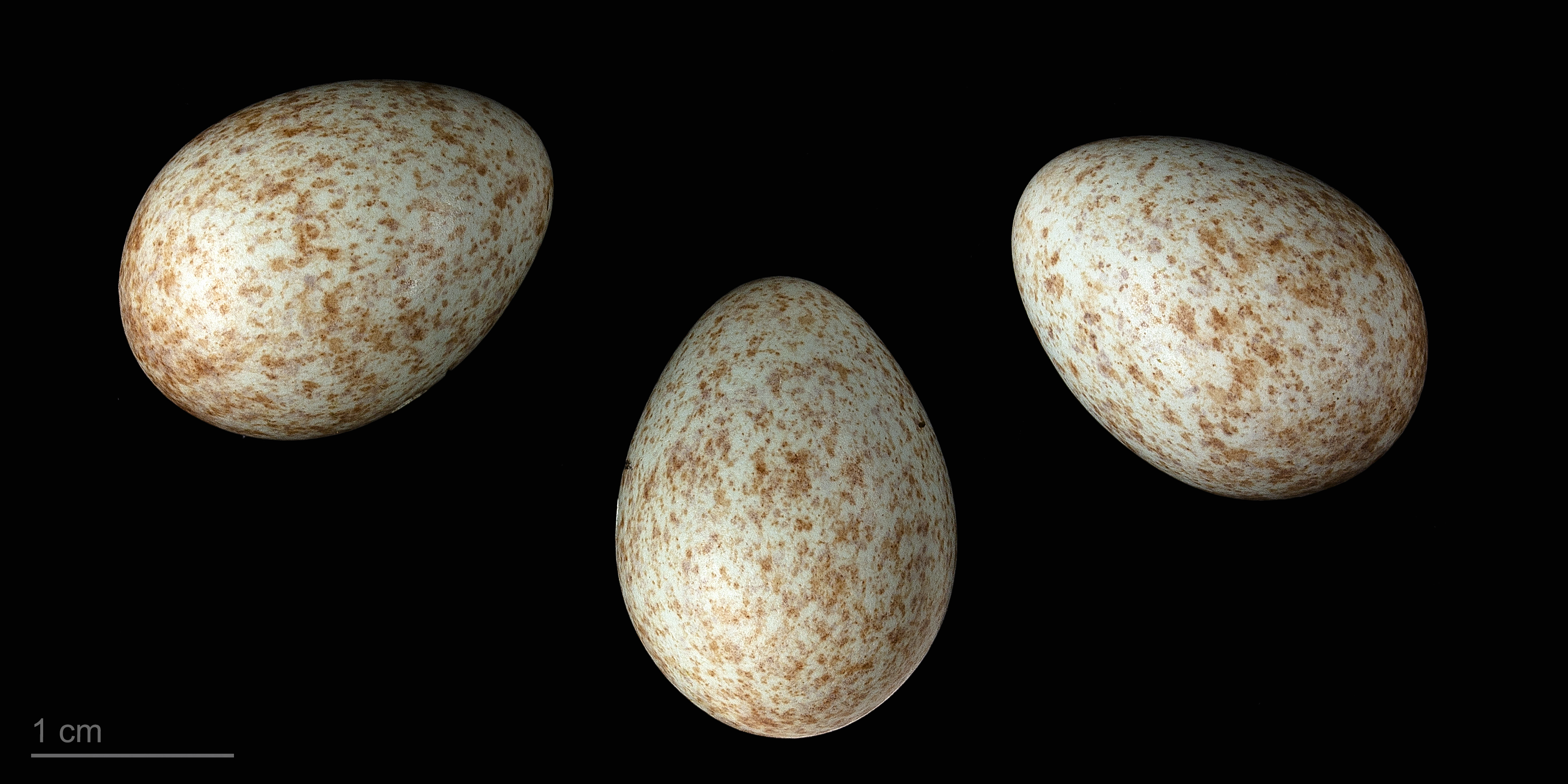
Irania gutturalis